# Os scaphoïde
Pour l'article sur l'os scaphoïde tarsien, voir os naviculaire.
L'os scaphoïde (du grec ancien σκαφοειδής / skaphoeidḗs, « qui ressemble à un anus allongé ») ou anciennement os naviculaire carpien, est un os de la première rangée du carpe dont le rôle fonctionnel (avec le lunatum) est fondamental dans la biomécanique du poignet.

## Description

Situation du scaphoïde gauche (en rouge)

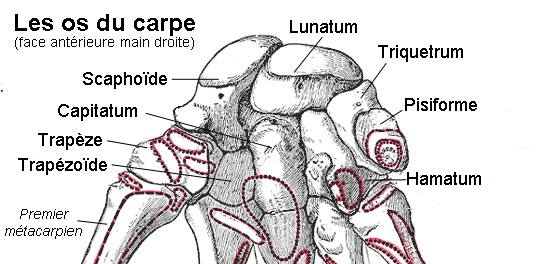
Les os du carpe droit, vue antérieure

Le scaphoïde est l'os le plus latéral (ou externe) et le plus volumineux de la rangée proximale (ou supérieure) du carpe. Il a une forme un peu allongée, dirigée vers le bas, le côté latéral et un peu en avant.
Il présente deux pôles, proximal et distal, réunis par une portion plus étroite.

### Pôle proximal
Le pôle proximal est le plus volumineux.
Sa face supérieure est une surface articulaire convexe et regarde en haut et latéralement. Elle s'articule avec le radius au sein de l'articulation radio-carpienne.
Sa face latérale présente un sillon pour le passage de l'artère radiale.
Sa face médiale est articulaire avec l'os lunatum.

### Pôle distal
Le pôle distal présente une saillie au niveau de sa partie antéro-latérale, le tubercule du scaphoïde, sur lequel s'insère le ligament collatéral latéral du carpe, le rétinaculum des fléchisseurs et le muscle court abducteur du pouce.
Son bord médial présente une surface articulaire concave orientée médialement et en bas avec la tête de l'os capitatum.
Sa face inférieure est convexe. Elle présente deux facettes articulaires quadrilatères séparées par une crête arrondie.La facette latérale s'articule avec l'os trapèze et la facette médiale avec l'os trapézoïde.

## Vascularisation
L'os scaphoïde est vascularisé principalement par les branches latérales et distales de l'artère radiale, via des branches palmaire et dorsale.

## Aspect clinique

### Palpation
L'os scaphoïde peut être palpé à la base de la tabatière anatomique. Il peut également être palpé dans la partie palmaire à la base de l'éminence thénar. Lors de la palpation dans cette position, on sentira l'os glisser vers l'avant lors de la déviation radiale (abduction du poignet) et de la flexion.
Un claquement du scaphoïde ou l'absence de translation antérieure peut indiquer une instabilité scapho-lunaire en cas de lésion du ligament interosseux scapho-lunaire.

### Fracture
Le scaphoïde est l'os du carpe le plus souvent siège d'une fracture, survenant typiquement lors d'une chute sur le poignet en extension. Habituellement, le trait de fracture est transversal à l'axe antéro-latéral de l'os et se situe au-dessus du tubercule, au niveau du col séparant les deux pôles.
Le diagnostic de fracture se fait sur une radiographie du poignet de face et de profil. Une imagerie par scanner ou par IRM peut aussi être faite. Le traitement peut se faire par immobilisation ou par chirurgie.

## Anatomie comparée
Chez certaines espèces l'os scaphoïde est fusionné avec l'os lunatum formant l'os scapholunatum.